# Seven de Sudáfrica 2008
El Seven de Sudáfrica de 2008 fue la décima edición del torneo sudafricano de rugby 7 y el segundo torneo de la temporada 2008-09 de la Serie Mundial Masculina de Rugby 7.
Se disputó en la instalaciones del Outeniqua Park de George.

## Fase de grupos

### Grupo A
| Equipo        | Encuentros | Encuentros | Encuentros | Encuentros | Tantos  | Tantos    | Tantos     | Puntos |
| Equipo        | jugados    | ganados    | empatados  | perdidos   | a favor | en contra | diferencia | Puntos |
| ------------- | ---------- | ---------- | ---------- | ---------- | ------- | --------- | ---------- | ------ |
| Nueva Zelanda | 3          | 3          | 0          | 0          | 95      | 12        | +83        | 9      |
| Inglaterra    | 3          | 2          | 0          | 1          | 70      | 33        | +37        | 7      |
| Francia       | 3          | 1          | 0          | 2          | 31      | 75        | -44        | 5      |
| Túnez         | 3          | 0          | 0          | 3          | 21      | 97        | -66        | 3      |

Nota: Se otorgan 3 puntos al equipo que gane un partido, 2 al que empate y 1 al que pierda

### Grupo B
| Equipo         | Encuentros | Encuentros | Encuentros | Encuentros | Tantos  | Tantos    | Tantos     | Puntos |
| Equipo         | jugados    | ganados    | empatados  | perdidos   | a favor | en contra | diferencia | Puntos |
| -------------- | ---------- | ---------- | ---------- | ---------- | ------- | --------- | ---------- | ------ |
| Sudáfrica      | 3          | 3          | 0          | 0          | 72      | 12        | +60        | 9      |
| Estados Unidos | 3          | 2          | 0          | 1          | 66      | 50        | +16        | 7      |
| Australia      | 3          | 1          | 0          | 2          | 59      | 50        | +9         | 5      |
| Georgia        | 3          | 0          | 0          | 3          | 10      | 95        | -85        | 3      |

### Grupo C
| Equipo    | Encuentros | Encuentros | Encuentros | Encuentros | Tantos  | Tantos    | Tantos     | Puntos |
| Equipo    | jugados    | ganados    | empatados  | perdidos   | a favor | en contra | diferencia | Puntos |
| --------- | ---------- | ---------- | ---------- | ---------- | ------- | --------- | ---------- | ------ |
| Fiyi      | 3          | 3          | 0          | 0          | 81      | 21        | +60        | 9      |
| Argentina | 3          | 2          | 0          | 1          | 47      | 38        | +9         | 7      |
| Zimbabue  | 3          | 1          | 0          | 2          | 43      | 57        | -14        | 5      |
| Escocia   | 3          | 0          | 0          | 3          | 7       | 62        | -55        | 3      |

### Grupo D
| Equipo   | Encuentros | Encuentros | Encuentros | Encuentros | Tantos  | Tantos    | Tantos     | Puntos |
| Equipo   | jugados    | ganados    | empatados  | perdidos   | a favor | en contra | diferencia | Puntos |
| -------- | ---------- | ---------- | ---------- | ---------- | ------- | --------- | ---------- | ------ |
| Portugal | 3          | 3          | 0          | 0          | 52      | 46        | +6         | 9      |
| Samoa    | 3          | 2          | 0          | 1          | 65      | 36        | +29        | 7      |
| Kenia    | 3          | 1          | 0          | 2          | 43      | 43        | 0          | 5      |
| Gales    | 3          | 0          | 0          | 3          | 34      | 69        | -35        | 3      |

## Fase Final

### Cuartos de final
| 6 de diciembre | Nueva Zelanda | 36 - 7 | Estados Unidos |  |  |

| 6 de diciembre | Portugal | 19 - 28 | Argentina |  |  |

| 6 de diciembre | Fiyi | 19 - 12 | Samoa |  |  |

| 6 de diciembre | Sudáfrica | 17 - 12 | Inglaterra |  |  |

### Semifinal
| 6 de diciembre | Nueva Zelanda | 26 - 5 | Argentina |  |  |

| 6 de diciembre | Sudáfrica | 21 - 7 | Fiyi |  |  |

### Final
| 6 de diciembre | Nueva Zelanda | 7 - 12 | Sudáfrica |  |  |

| Bandera de Sudáfrica   |
| Campeón Sudáfrica      |
| 2º título del circuito |